# Museo di archeologia e antropologia dell'Università della Pennsylvania
Il Museo di archeologia e antropologia dell'Università di Pennsylvania (in lingua inglese The University of Pennsylvania Museum of Archaeology and Anthropology), comunemente detto Penn Museum, è un museo di archeologia e antropologia facente parte dell'University of Pennsylvania ed è sito alla periferia di Filadelfia negli Stati Uniti d'America.

## Storia
Istituto educativo e di ricerca dedicato alla comprensione della diversità culturale e l'esplorazione della storia del genere umano, il Museum of Archaeology and Anthropology, ha condotto più di 400 spedizioni archeologiche ed antropologiche in tutto il mondo dopo la sua fondazione, ad opera di William Pepper, nel 1887. Il rettore Pepper convinse il consiglio di amministrazione dell'Università della Pennsylvania sulla opportunità di erigere un edificio a prova di fuoco per ospitare oggetti recuperati da una spedizione nell'antico sito di Nippur nell'odierno Iraq (allora parte dell'Impero ottomano). Fra il tardo XIX secolo e l'inizio del XX, i musei nordamericani ed europei sponsorizzavano regolarmente tali scavi in tutto il Mediterraneo e Vicino Oriente, condividendo la proprietà delle loro scoperte con il paese ospitante. Il museo Penn seguì questa pratica per acquisire la stragrande maggioranza delle sue collezioni, e, di conseguenza, la maggior parte degli oggetti del Museo hanno un contesto archeologico noto, aumentando il loro valore per la ricerca e la presentazione archeologica e antropologica. Oggi il Museo è strutturato su tre piani di gallerie contenenti reperti provenienti dal mondo antico mediterraneo: Egitto, Mesopotamia, Asia meridionale e orientale, Mesoamerica, nonché manufatti dei popoli nativi delle Americhe, Africa e Oceania. Dal 1958, il Museo Penn ha pubblicato la rivista Expedition Magazine (ISSN 0014-4738).Gli scavi e le collezioni del Museo forniscono risorse per la ricerca agli studenti dell'università e il Museo ospita il gruppo dei laureati in Arte e Archeologia del mondo mediterraneo.

### Ristrutturazione del 2009
Il 19 novembre 2008, l'amministrazione dell'University of Pennsylvania Museum, annunciò la decisione di terminare 18 ricerche archeologiche e antropologiche nel mondo del Mediterraneo in Medio oriente e nelle Americhe, con il 31 maggio 2009. Venne chiuso anche il centro di ricerca scientifica MASCA (Museum Applied Science Center for Archaeology), anche se gli scienziati Masca sono stati spostati in altre sezioni all'interno del museo. La decisione ha ricevuto critiche locali e mondiali tra gli archeologi e le comunità interessate, che hanno ritenuto la decisione come una deviazione dalla missione originaria del Museo Penn costituito come un istituto di ricerca sin dalla sua fondazione nel 1887. Gli amministratori del museo hanno replicato che questa è stata una misura presa a causa della crisi finanziaria e dei drastici tagli di finanziamenti presso l'Università della Pennsylvania.
Il primo giugno dello stesso anno, l'allora direttore Dr. Richard Hodges ha annunciato che erano state assegnate alcune nuove posizioni, appena definite, come "Associate Curator" o "Responsabile della ricerca" a 11 dei 18 ricercatori colpite dalla precedente decisione.
Il Museo ha dichiarato che il suo impegno per la ricerca resta fermo, come indicato da più di 50 progetti di ricerca attraverso i cinque continenti, che impegnano quasi 200 studiosi, più di quanto si possa trovare in qualsiasi altro istituto di ricerca archeologico e antropologico in Nord America.

## Collezioni
Le vaste collezioni del Penn Museum si dividono in due divisioni principali: archeologia, con manufatti recuperati nel passato dagli scavi, ed etnologia, con gli oggetti e le descrizioni raccolte da popolazioni viventi. C'è anche una vasta collezione di materiale scheletrico, che non è in esposizione. Più di 30 gallerie dispongono di materiali provenienti da tutto il mondo e rappresentativi di tutte le epoche, tra cui:

### Italia

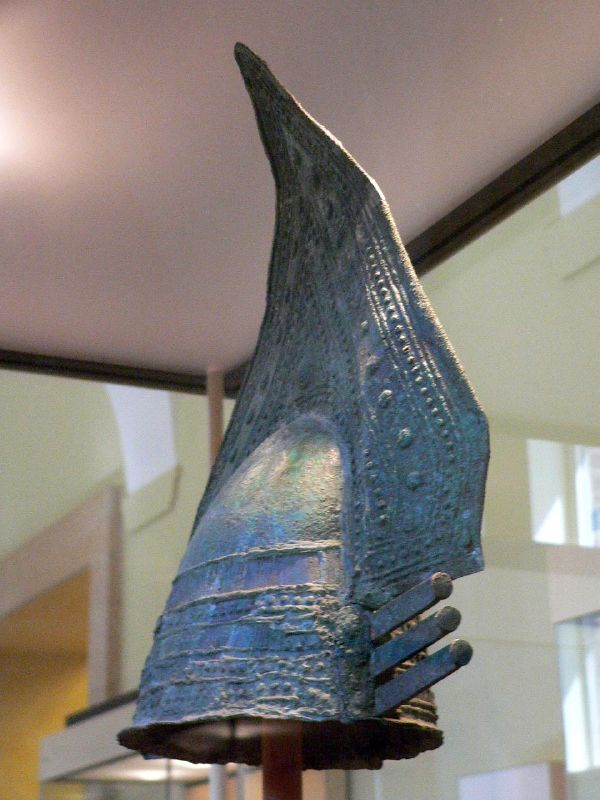
Elmo di condottiero, dell'VIII secolo a.C., oggi esposto nella Etruscan Italy Gallery del Museo

La collezione del Museo abbraccia tutta la cultura etrusca, dall'VIII secolo a.C. fino ai suoi ultimi giorni nel I secolo a.C. Gran parte del materiale esposto è stato scavato, e quindi esposto nel museo alla fine dell'Ottocento, in siti come Narce, Vulci, Musarna e Orvieto.

### Cina
La collezione cinese è ospitata in una spaziosa galleria sotto la Harrison Rotunda del museo, che misura trenta metri di diametro ed è alta trenta metri, essendo una delle più grandi cupole in muratura non supportata degli Stati Uniti. Questa galleria ospita grandi dipinti e sculture, nonché una sfera intagliata di cristallo cinese, appartenuta all'imperatrice vedova Cixi - una delle più belle esistenti. Assieme ad una statua egizia di Osiride, la sfera di cristallo venne rubata nel 1988, e il suo elegante supporto d'argento, un'onda di oceano stilizzata, fu trovato in un canale sotterraneo non lontano dal Museo. Gli articoli vennero recuperati nel 1991 dopo che un ex membro del personale del museo vide la statua in un negozio di antichità della zona; la sfera di cristallo fu rintracciata in una casa nel New Jersey e restituita al Museo.

### Egitto

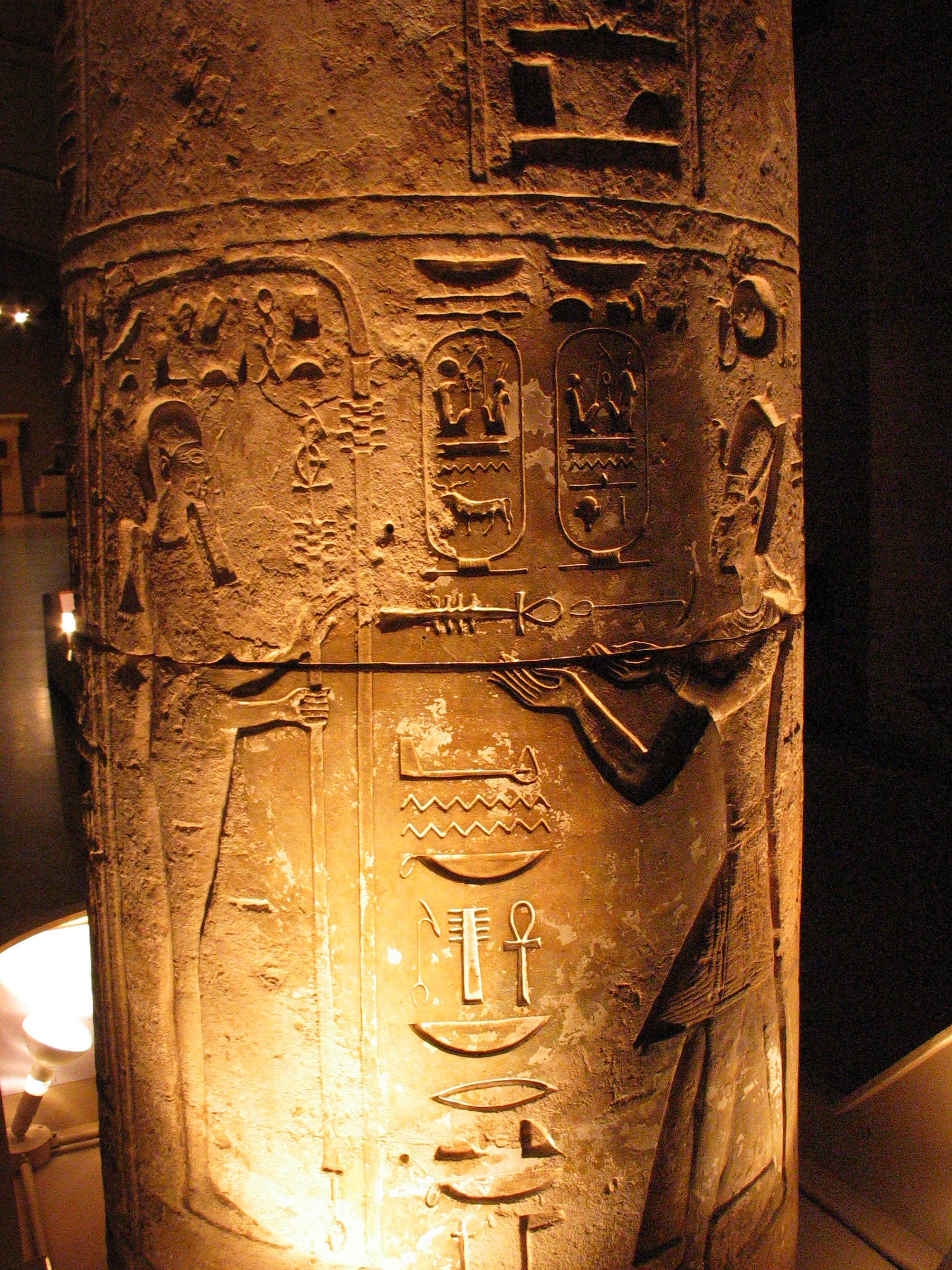
Merneptah presenta un'offerta a Ptah. Colonna in pietra (University of Pennsylvania Museum)

La collezione di manufatti dell'antico Egitto è considerata la più importante al mondo. Le gallerie della collezione egizia del museo ospitano una vasta collezione di statue, mummie, e rilievi. Più in particolare, il museo ospita una serie di elementi architettonici, tra cui grandi colonne e una sfinge di granito da 13 tonnellate di Ramesse II, risalente a circa al 1200 a.C., proveniente dal palazzo del Faraone Merenptah. Queste sono state scavate da una spedizione in Egitto nel 1915. Alla fine del 1970 Karl-Theodor Zauzich (assistente della sezione egizia) ha scoperto tre frammenti mancanti del Papiro Insinger presente nelle collezioni del Museo.

### Iraq
Collezione più importante del museo è senza dubbio quello delle Tombe Reali di Ur, che l'Università della Pennsylvania ha co-scavato con il British Museum in Iraq. Ur era una città-stato importante e ricca di antica dei Sumeri, ed i manufatti rinvenuti nelle sue tombe reali mostrano la ricchezza della città. La collezione è costituita da una varietà di corone, figure e strumenti musicali, molti dei quali sono stati intarsiati con oro e pietre preziose. La collezione, spesso in viaggio, comprende una nota testa di toro lira. La sezione babilonese del museo ospita una collezione di quasi 30.000 tavoletta di argilla scritte in sumero e accadico cuneiforme, che la rende uno delle dieci più importanti collezioni al mondo. La collezione contiene il maggior numero di tavolette sumere scolastiche e di composizioni letterarie di qualsiasi altro museo al mondo, così come importanti archivi amministrativi che vanno dal 2900-500 a.C..

### Mesoamerica
Il Museo Penn ha condotto uno scavo sui Maya, nella città di Tikal in Guatemala, nel periodo 1956-1970. Molti reperti importanti di questo scavo sono in mostra nel museo, insieme a molte stele dalle città contemporanee di Caracol e Piedras Negras. La galleria espone anche molti reperti e manufatti aztechi provenienti da Oaxaca e Teotihuacan.